# Tôn giáo phương Tây

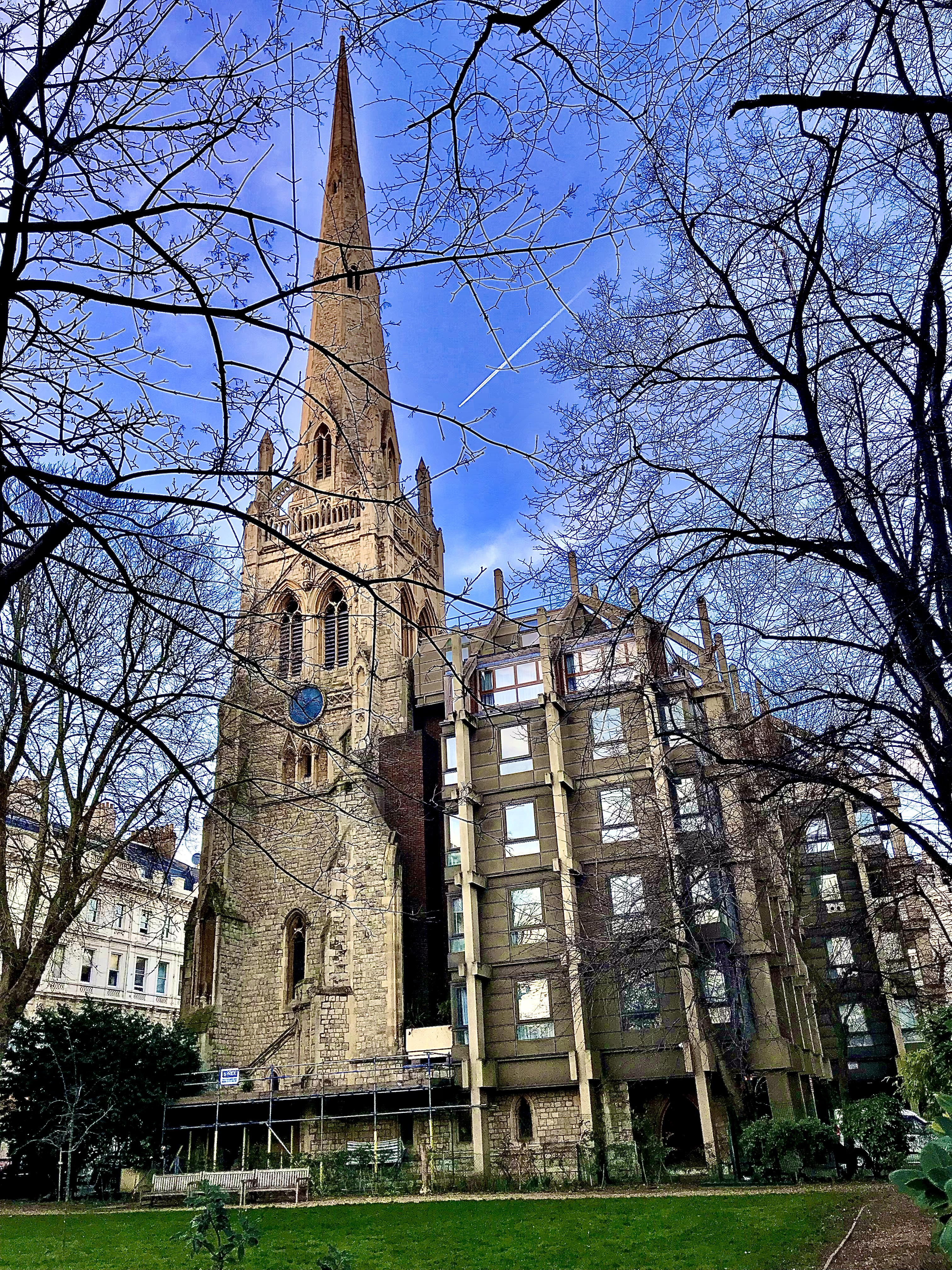
Nhà thờ Cơ Đốc giáo trên khắp nơi ở phương Tây

Tôn giáo phương Tây (Western religions) là những tôn giáo bắt nguồn từ văn hóa phương Tây (hay còn gọi là Âu Mỹ), do đó khác biệt về mặt lịch sử, văn hóa và thần học với các tôn giáo phương Đông, tôn giáo châu Phi và Iran. Thuật ngữ các tôn giáo Áp-ra-ham (Hồi giáo, Cơ đốc giáo và Do Thái giáo) thường được sử dụng thay vì sử dụng thuật ngữ ranh giới Đông và Tây (East–West dichotomy) vì những tôn giáo này có nguồn gốc từ Trung Đông. Bản thân văn hóa phương Tây đã bị ảnh hưởng đáng kể từ sự xuất hiện của Cơ đốc giáo và việc nó được coi là Giáo hội của Đế chế La Mã vào cuối thế kỷ thứ 4 và thuật ngữ "Vương quốc Cơ đốc giáo" hay Thiên quốc/Nước trời (Christendom) phần lớn chỉ ra lịch sử đan xen này.
Thế giới phương Tây, bao gồm Châu Âu, Châu Mỹ, châu Úc-New Zealand và (một phần) Nam Phi da trắng và thuộc địa Philippines, có tôn giáo chủ yếu là Cơ đốc giáo phương Tây chiếm 77,4% ở Bắc Mỹ (2012), chiếm gần 76,2% ở Châu Âu (2010) (bao gồm 35% Cơ đốc nhân châu Âu theo Chính thống giáo Đông phương, đặc biệt là ở Đông Âu, khoảng 76%, không thuộc "tôn giáo phương Tây" và 46% Cơ đốc nhân châu Âu là thuộc về Công giáo La Mã, gần 18% Cơ đốc nhân châu Âu là theo đạo Tin lành), tỷ lệ này là 61,1% ở Úc và New Zealand (2011).
Cơ đốc giáo phương Tây chịu ảnh hưởng đáng kể của tôn giáo Hy Lạp (đặc biệt là chủ nghĩa tân Platon) cũng như sự sùng bái đế quốc La Mã. Cơ đốc giáo phương Tây phần lớn dựa trên truyền thống Giáo hội Latinh của Giáo hội Công giáo, trái ngược với Chính thống giáo Đông phương, từ đó nó bị chia rẽ trong cuộc Đại ly giáo thế kỷ 11, và hơn nữa bao gồm tất cả các truyền thống Tin lành đã chia rẽ với Giáo hội Công giáo từ thế kỷ 16 trở đi. Kể từ thế kỷ 19, tôn giáo phương Tây đã đa dạng hóa thành nhiều phong trào tôn giáo mới, bao gồm Huyền bí học, Thần linh học, Thông thiên học và các hình thức đa dạng của Tân ngoại giáo.
"Phương Tây" với tư cách là một nền văn hóa hoặc nền văn minh đã phát triển trong lịch sử từ Hy Lạp-La Mã thời cổ đại. Những nền văn hóa này có các tôn giáo đa thần và đa thần Hy Lạp và đa thần La Mã. Ảnh hưởng của "phương Đông" đối với các tôn giáo này được thể hiện rõ ràng từ thời kỳ đầu tiên, Thời kỳ Đông phương hóa vào đầu thời kỳ cổ đại Hy Lạp. Trong cùng thời kỳ, các truyền thống kế thừa của tôn giáo La Mã bản địa đã bị interpretatio graeca tức giáo phái hoàng gia phát triển thành một tôn giáo dân sự liên quan đến nghi lễ nhà nước hơn là hơn niềm tin tôn giáo hoặc trải nghiệm. Tôn giáo Celtic và Tôn giáo Đức được dân tộc học La Mã mô tả là nguyên thủy, nhưng đồng thời cũng thuần khiết hoặc hoang sơ man dại so với cái gọi là sự suy đồi đô thị của La Mã.
Cơ đốc giáo phương Tây là một tập hợp con của Cơ đốc giáo, ban đầu dựa trên Cơ đốc giáo Latinh của Giáo hội Công giáo, trái ngược với Chính thống giáo Đông phương – từ đó nó bị chia rẽ trong Đại ly giáo của thế kỷ 11 và nhiều phong trào Cơ đốc giáo phi phương Tây khác. Bản thân Cơ đốc giáo phương Tây đã bị chia rẽ từ chính cuộc Cải cách Tin lành vào thế kỷ 16, và các hình thức Cơ đốc giáo rõ ràng là "phương Tây" bao gồm Thanh giáo và Truyền giáo, các phong trào bắt nguồn từ các "Đại thức tỉnh" khác nhau trong thế kỷ 18 đến 20 thế kỷ thế giới nói tiếng Anh và được thực hành phổ biến ở Hoa Kỳ. Trong ít nhất một thiên niên kỷ rưỡi, văn hóa Châu Âu gần như tương đương với văn hóa Cơ đốc giáo. Văn hóa Kitô giáo là lực lượng chiếm ưu thế trong nền văn minh phương Tây, định hướng quá trình phát triển của triết học, nghệ thuật, âm nhạc, khoa học, cấu trúc xã hội và kiến trúc.